# José Cobos
José Javier Cobos Castillo (født 23. april 1968 i Strasbourg, Frankrig) er en fransk tidligere fodboldspiller (forsvarer).
Cobos' aktive karriere strakte sig fra 1988 til 2005, og blev primært tilbragt i hjemlandet, hvor han blandt andet spillede for RC Strasbourg, Paris Saint-Germain og OGC Nice. I sin tid i Paris Saint-Germain var han med til at vinde adskillige titler, blandt andet det franske mesterskab i 1994 samt Pokalvindernes Europa Cup i 1996.

## Titler
Ligue 1
- 1994 med Paris Saint-Germain

Coupe de France
- 1995 med Paris Saint-Germain

Coupe de la Ligue
- 1995 med Paris Saint-Germain

Trophée des Champions
- 1995 med Paris Saint-Germain

Pokalvindernes Europa Cup
- 1996 med Paris Saint-Germain